# Eugen Eppstein
Eugen Eppstein (* 25. Juni 1878 in Simmern/Hunsrück; † März 1943 im KZ Lublin-Majdanek) war kommunistischer Politiker und Reichstagsabgeordneter der Weimarer Republik.

## Leben

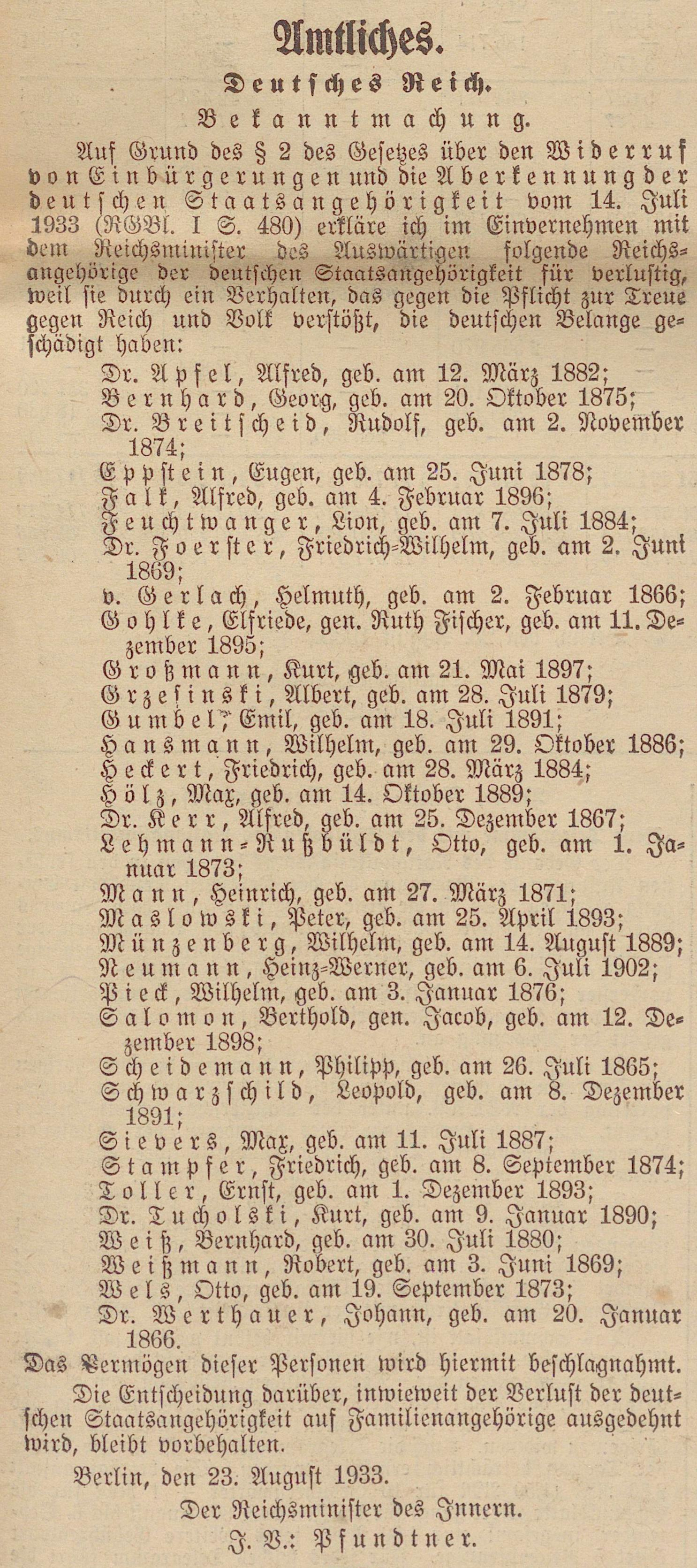
Eppstein auf der Ausbürgerungsliste (1933)

Der Sohn des jüdischen Lehrers Joseph Mayer-Eppstein aus Simmern absolvierte eine kaufmännische Lehre in Köln, wo er sich 1897 der SPD anschloss. Zum linken Parteiflügel gehörend, lehnte er die Burgfriedenspolitik der SPD ab 1914 ab und wurde während des Ersten Weltkrieges Mitglied der Spartakusgruppe und 1918 der KPD, für die er seit ihrer Gründung hauptamtlich tätig war. Nach einer Verhaftung Mitte 1919 und der Flucht im November 1919 ging er nach Köln, wo er in den nächsten Jahren seinen politischen Schwerpunkt hatte. Er wurde als Nachfolger von Franz Dahlem Polleiter und Sekretär des Bezirkes Mittelrhein, welchen er auch bis 1925 im Zentralausschuss der Partei vertrat. Zum „linken“ Flügel um Ruth Fischer und Arkadi Maslow gehörend, wurde er zwischenzeitlich 1923 von der „rechten“ Parteiführung unter August Thalheimer und Heinrich Brandler von seinen Posten entbunden, im Februar 1924 aber wieder eingesetzt.
1924 kandidierte er bei den Reichstagswahlen im Mai im Wahlkreis 23 Düsseldorf-West und zog als eines von 62 Fraktionsmitgliedern der KPD in den Reichstag ein, wurde aber nach dessen Auflösung im darauffolgenden Oktober kurzzeitig wieder verhaftet und verlor sein Mandat wieder anlässlich der Neuwahlen am 7. Dezember des Jahres. Die neue Parteileitung unter Fischer und Maslow beorderte ihn im gleichen Jahr nach Bremen, wo es ihm gelang, als Polleiter des Bezirkes Nordwest diesen „rechten Bezirk“ auf Parteilinie zu bringen. Auch war er seit Ende 1924 Abgeordneter des Preußischen Landtages. 1925 geriet Eppstein parteiintern unter Beschuss, da ihm innerparteiliche Gegner vorwarfen, zu eng mit seinem ehemaligen politischen Mitarbeiter Peter Mieves zusammengearbeitet zu haben, welchem Spitzeldienste für die Polizei vorgeworfen wurden. Die Parteiführung sprach Eppstein in diesem Zusammenhang jedoch ihr volles Vertrauen aus.
Nach der Intervention der Komintern unter Stalin in die Fraktionskämpfe innerhalb der KPD wurde Eppstein im Januar 1926 von der neuen Parteiführung unter Ernst Thälmann von seinen Funktionen entbunden und schloss sich der innerparteilichen linken Opposition an. Im Januar 1928 trat er aus der Partei aus und schloss sich wenig später dem neu gegründeten Leninbund an, den er gemeinsam mit dem Kreis um Fischer und Maslow (welchen er politisch weiterhin eng verbunden blieb) nach kurzer Zeit wieder verließ. 1929 stellte Eppstein einen Antrag auf Wiederaufnahme in die KPD, welcher jedoch abgelehnt wurde.
1933 emigrierte er mit seiner Ehefrau nach Frankreich, wo er weiter politisch in verschiedenen linken Organisationen tätig war. Am 16. August fand im Ministerium des Innern in Berlin eine Besprechung statt, bei der eine Liste der Personen erstellt wurde, denen die deutsche Staatsbürgerschaft aberkannt und die  Ausbürgerung verfügt werden sollte. Auf dieser Liste mit 33 Namen fanden sich neben Eugen Eppstein – laut Vermerk „bekannter Kommunistenführer, seit Februar 1933 in Frankreich mit der Neuorganisation der Kommunistenpropaganda beschäftigt“ – weitere bekannte Namen: Heinrich Mann und Kurt Tucholsky. Mit der amtlichen Bekanntmachung Nr. 198 vom 25. August 1933 wurde die Ausbürgerung vollzogen.
1939/1940 wurde er in Frankreich interniert und nach der Besetzung 1940 von der Gestapo verhaftet, ein Einreisevisum für die USA erreichte ihn nicht mehr rechtzeitig. Am 3. Oktober 1942 wurde er vom Aufenthaltslager Rivaltes ins Camp de Nexon verlegt und von dort ins Camp de Gurs. Am 26. Februar 1943 wurde er von Gurs ins Sammellager Drancy überführt und am 4. März 1943 ins KZ Majdanek transportiert, wo er vermutlich sofort ermordet wurde.

## Gedenken

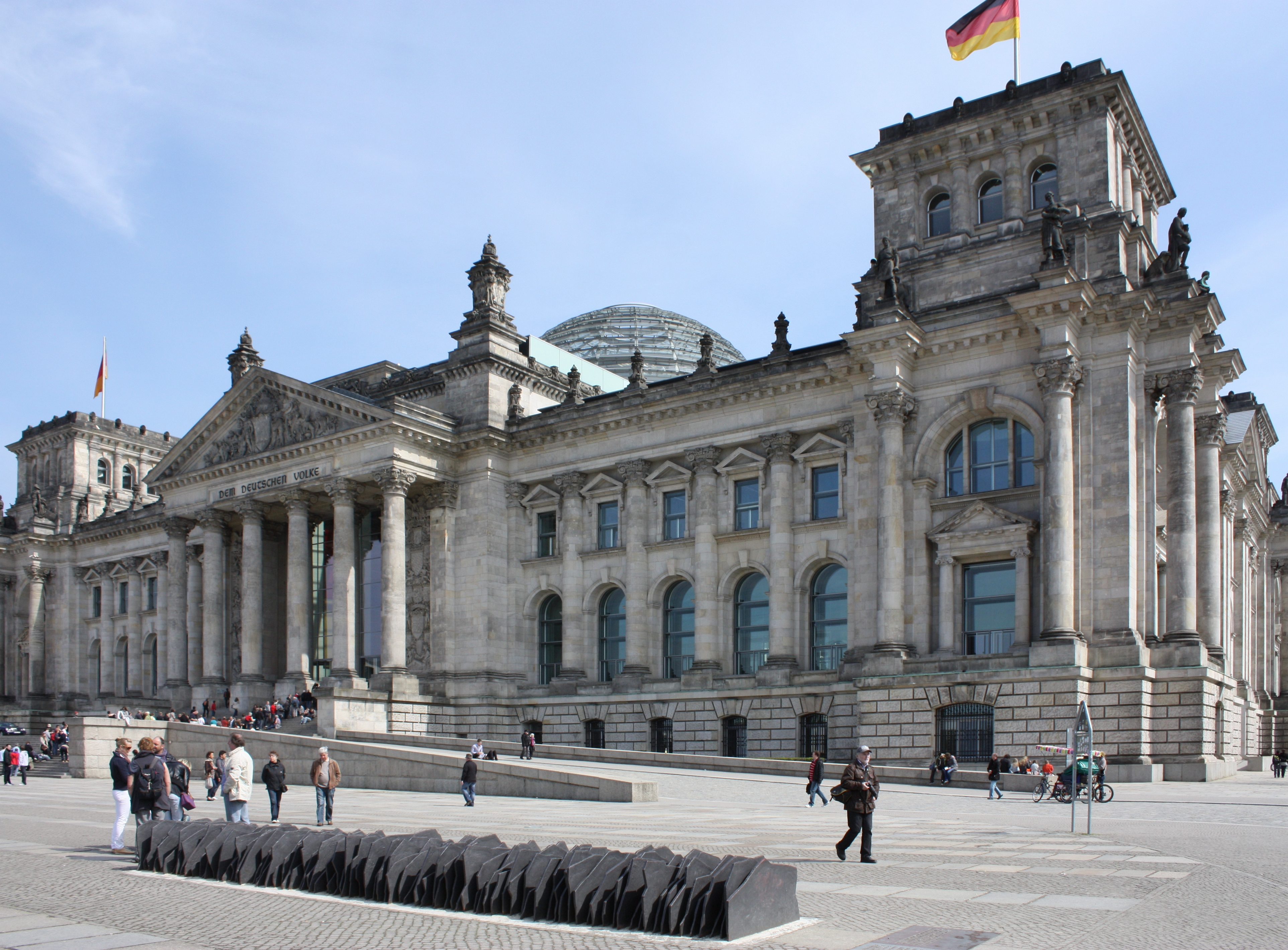
Gedenktafeln am Reichstag

Seit 1992 erinnert in Berlin in der Nähe des Reichstags eine der 96 Gedenktafeln für von den Nationalsozialisten ermordete Reichstagsabgeordnete an Eppstein.